# KNVB Cup 2013-14
KNVB Cup 2013-14 var den 96. udgave af den hollandske nationale fodboldpokalturnering. Turneringen begyndte den 28. august 2013 med kampene i første runde, og sluttede den 20. april 2014 med finalen. AZ Alkmaar var de forsvarende mester, efter de havde vundet turneringen i forrige sæson.
PEC Zwolle tog deres første sejr i turneringen nogensinde, ved at vinde 5-1 i finalen over Ajax Amsterdam. PEC Zwolle kvalificerede sig dermed til play-off runden i UEFA Europa League 2014-15.

## Deltagere
| Division           | Klubber         | Klubber         | Klubber             | Klubber            |
| ------------------ | --------------- | --------------- | ------------------- | ------------------ |
| Eredivisie (1)     | ADO Den Haag    | Go Ahead Eagles | NEC                 | Roda JC Kerkrade   |
| Eredivisie (1)     | Ajax            | FC Groningen    | PEC Zwolle          | FC Twente          |
| Eredivisie (1)     | AZ              | SC Heerenveen   | PSV                 | FC Utrecht         |
| Eredivisie (1)     | SC Cambuur      | Heracles Almelo | RKC Waalwijk        | Vitesse            |
| Eredivisie (1)     | Feyenoord       | NAC Breda       |                     |                    |
| Eerste Divisie (2) | Achilles '29    | FC Emmen        | Helmond Sport       | Telstar            |
| Eerste Divisie (2) | Almere City FC  | Excelsior       | MVV Maastricht      | VVV-Venlo          |
| Eerste Divisie (2) | FC Den Bosch    | Fortuna Sittard | FC Oss              | FC Volendam        |
| Eerste Divisie (2) | FC Dordrecht    | De Graafschap   | Sparta Rotterdam    | Willem II          |
| Eerste Divisie (2) | FC Eindhoven    |                 |                     |                    |
| Topklasse (3)      | HHC Hardenberg  | EVV             | HSC'21              | vv Noordwijk       |
| Topklasse (3)      | ADO '20         | Excelsior '31   | IJsselmeervogels    | Rijnsburgse Boys   |
| Topklasse (3)      | AFC             | Be Quick 1887   | FC Lisse            | SVV Scheveningen   |
| Topklasse (3)      | BVV Barendrecht | GVVV            | JVC Cuijk           | WKE                |
| Topklasse (3)      | vv Capelle      | Ter Leede       | vv Katwijk          | FC Lienden         |
| Topklasse (3)      | FC Chabab       | HBS             | Kozakken Boys       | De Treffers        |
| Topklasse (3)      | VVSB            |                 |                     |                    |
| Hoofdklasse (4)    | SC Genemuiden   | ASWH            | EHC/Heuts           | VV De Zouaven      |
| Hoofdklasse (4)    | HVV Hollandia   | Harkemase Boys  | VV Smitshoek        | SV Deurne          |
| Hoofdklasse (4)    | DVS '33         | HSV Hoek        | RVVH                | VV Sneek Wit Zwart |
| Hoofdklasse (4)    | OJC Rosmalen    | Rohda Raalte    |                     |                    |
| Eerste Klasse (5)  | Vv SHO          | SVL             | JOS Watergraafsmeer |                    |
| Tweede Klasse (6)  | Wilhelmina '08  | SV DFS          | OWIOS               | TEC VV             |
| Vierde Klasse (8)  | RKSV Volkel     |                 |                     |                    |

## Kampe

### Første runde
36 amatørklubber deltog i denne runde af turneringen, for en plads i anden runde. Kampene fandt sted den 28. august 2013. 11 amatørhold sad over.
| Hold 1               | Samlet       | Hold 2                  |
| -------------------- | ------------ | ----------------------- |
| VV De Zouaven (4)    | 2 − 0        | Ter Leede (3)           |
| SV DFS (6)           | 2 − 7        | VV Sneek Wit Zwart (4)  |
| SVV Scheveningen (3) | 2 − 1        | VVSB (3)                |
| RVVH (4)             | 2 − 1        | JOS Watergraafsmeer (5) |
| vv Capelle (3)       | 4 − 1        | FC Chabab (3)           |
| OWIOS (6)            | 1 − 5        | EVV (3)                 |
| vv Noordwijk (3)     | 1 − 0        | WKE (3)                 |
| FC Lisse (3)         | 2 − 2 (2−4p) | TEC VV (6)              |
| OJC Rosmalen (4)     | 1 − 3 (efs)  | HSV Hoek (4)            |
| SVL (5)              | 2 − 3 (efs)  | EHC/Heuts (4)           |
| Vv SHO (5)           | 1 − 2        | AFC (3)                 |
| Harkemase Boys (4)   | 4 − 1        | Rohda Raalte (4)        |
| RKSV Volkel (8)      | 0 − 3        | Rijnsburgse Boys (3)    |
| HHC Hardenberg (3)   | 1 − 2        | JVC Cuijk (3)           |
| DVS '33 (4)          | 4 − 1        | HVV Hollandia (4)       |
| IJsselmeervogels (3) | 3 − 0        | FC Lienden (3)          |
| SC Genemuiden (4)    | 0 − 1 (efs)  | SV Deurne (4)           |
| Kozakken Boys (3)    | 2 − 1        | Be Quick 1887 (3)       |

### Anden runde
De 18 vindere fra første runde var med i denne runde, sammen med de 17 Eerste Divisie-klubber, de 18 Æresdivisionen-klubber og de 11 amatørhold der sad over. Disse kampe fandt sted fra den 24. til den 26. september 2013.
| Hold 1               | Samlet      | Hold 2                 |
| -------------------- | ----------- | ---------------------- |
| vv Capelle (3)       | 1 − 0 (efs) | Almere City FC (2)     |
| Harkemase Boys (4)   | 0 − 8       | NEC (1)                |
| TEC VV (6)           | 1 − 3       | MVV Maastricht (2)     |
| vv Katwijk (3)       | 1 − 6       | SC Cambuur (1)         |
| EHC/Heuts (4)        | 1 − 4       | FC Eindhoven (2)       |
| Achilles '29 (2)     | 5 − 1       | HSC'21 (3)             |
| SV Deurne (4)        | 0 − 2       | FC Emmen (2)           |
| DVS '33 (4)          | 0 − 3       | Go Ahead Eagles (1)    |
| De Graafschap (2)    | 1 − 3       | Excelsior (2)          |
| GVVV (3)             | 0 − 3       | ADO Den Haag (1)       |
| FC Oss (2)           | 1 − 2       | VVV-Venlo (2)          |
| Kozakken Boys (3)    | 3 − 0       | SVV Scheveningen (3)   |
| BVV Barendrecht (3)  | 0 − 2       | JVC Cuijk (3)          |
| IJsselmeervogels (3) | 3 − 2 (efs) | Helmond Sport (2)      |
| Excelsior '31 (3)    | 2 − 1 (efs) | Willem II (2)          |
| RKC Waalwijk (1)     | 0 − 1 (efs) | Heracles Almelo (1)    |
| AFC (3)              | 0 − 2       | FC Groningen (1)       |
| RVVH (4)             | 1 − 3       | Vitesse (1)            |
| VV Smitshoek (4)     | 1 − 2       | NAC Breda (1)          |
| Rijnsburgse Boys (3) | 1 − 2       | Roda JC Kerkrade (1)   |
| PSV (1)              | 4 − 1       | Telstar (2)            |
| FC Utrecht (1)       | 4 − 1       | FC Den Bosch (2)       |
| PEC Zwolle (1)       | 2 − 0       | Fortuna Sittard (2)    |
| ASWH (4)             | 1 − 0       | ADO '20 (3)            |
| VV De Zouaven (4)    | 0 − 2       | vv Noordwijk (3)       |
| HSV Hoek (4)         | 3 − 0       | HBS (3)                |
| AZ (1)               | 4 − 1 (efs) | Sparta Rotterdam (2)   |
| Ajax (1)             | 4 − 2 (efs) | FC Volendam (2)        |
| SC Heerenveen (1)    | 3 − 0       | FC Twente (1)          |
| Wilhelmina '08 (6)   | 3 − 1       | VV Sneek Wit Zwart (4) |
| De Treffers (3)      | 0 − 1       | EVV (3)                |
| Feyenoord (1)        | 3 − 0       | FC Dordrecht (2)       |

### Tredje runde
Disse kampe blev spillet mellem den 29. og 31. oktober 2013.
| 29. oktober 2013 18:45 |

| Ajax (1)                                                | 4–1 | ASWH (4)           |
| ------------------------------------------------------- | --- | ------------------ |
| Fischer 20' · Hoesen 42' · de Jong 45' · Sigþórsson 71' |     | van Dommelen 28' · |

| Amsterdam Arena, Amsterdam |

| 29. oktober 2013 19:00 |

| MVV Maastricht (2) | 2–1 | ADO Den Haag (1) |
| ------------------ | --- | ---------------- |
| Geenen 37', 43'    |     | van Duinen 65' · |

| De Geusselt, Maastricht |

| 29. oktober 2013 20:00 |

| FC Eindhoven (2) | 0–1 | NEC (1)     |
| ---------------- | --- | ----------- |
|                  |     | Higdon 8' · |

| Jan Louwers Stadion, Eindhoven |

| 29. oktober 2013 20:00 |

| FC Emmen (2)              | 2–3 | IJsselmeervogels (3)                |
| ------------------------- | --- | ----------------------------------- |
| Bannink 6' · Martinus 19' |     | Verheijdt 10', 55' · Ahahaoui 66' · |

| Univé Stadion, Emmen |

| 29. oktober 2013 20:00 |

| JVC Cuijk (3)                        | 3–0 | EVV (3) |
| ------------------------------------ | --- | ------- |
| van Veen 12', 45' · Latupeirissa 47' |     |         |

| Sportpark De Groenendijkse, Cuijk |

| 29. oktober 2013 20:00 |

| Kozakken Boys (3) | 1–2 | FC Utrecht (1)                |
| ----------------- | --- | ----------------------------- |
| Irilmazbilek 26'  |     | Mulenga 63' · Toornstra 93' · |

| Sportpark De Zwaaier, Werkendam |

| 29. oktober 2013 20:45 |

| SC Cambuur (1)                  | 2–2 | NAC Breda (1)                 |
| ------------------------------- | --- | ----------------------------- |
| Ritzmaier 5' · Christovao 45+1' |     | Seuntjens 58' · Hadouir 84' · |

| Cambuur Stadion, Leeuwarden |

|  |       | Straffesparkskonkurrence |
|  | 5 – 4 |                          |

| 30. oktober 2013 18:45 |

| PSV (1)    | 1–3 | Roda JC Kerkrade (1)                |
| ---------- | --- | ----------------------------------- |
| Brenet 87' |     | Fledderus 18' · Hupperts 37', 67' · |

| Philips Stadion, Eindhoven |

| 30. oktober 2013 19:00 |

| AZ (1)                                                                       | 7–0 | Achilles '29 (2) |
| ---------------------------------------------------------------------------- | --- | ---------------- |
| Avdić 4', 32' · Haps 23' · Gouweleeuw 29' · Lewis 46', 56' · van Overeem 88' |     |                  |

| AFAS Stadion, Alkmaar |

| 30. oktober 2013 20:00 |

| Vitesse (1)                                                       | 5–0 | Noordwijk (3) |
| ----------------------------------------------------------------- | --- | ------------- |
| Kakuta 2', 84' · van der Struijk 35' · Chanturia 72' · Júnior 77' |     |               |

| GelreDome, Arnhem |

| 30. oktober 2013 20:00 |

| PEC Zwolle (1)                                   | 4–0 | Wilhelmina '08 (6) |
| ------------------------------------------------ | --- | ------------------ |
| Thomas 7' · Hiwat 17' · Lachman 23' · Benson 26' |     |                    |

| IJsseldelta Stadion, Zwolle |

| 30. oktober 2013 20:00 |

| Excelsior '31 (3)           | 2–5 | Heracles Almelo (1)                                           |
| --------------------------- | --- | ------------------------------------------------------------- |
| David 85' · G. ten Hove 87' |     | Uth 36', 62' · Rosheuvel 67' · Cziommer 81' · Linssen 90+1' · |

| Sportpark De Koerbelt, Rijssen |

| 30. oktober 2013 20:00 |

| FC Groningen (1)                    | 2–0 | vv Capelle (3) |
| ----------------------------------- | --- | -------------- |
| Valentijn 25' (sm.) · Botteghin 79' |     |                |

| Euroborg, Groningen |

| 30. oktober 2013 20:45 |

| Feyenoord (1)                                    | 3–0 | HSV Hoek (4) |
| ------------------------------------------------ | --- | ------------ |
| Vandepitte 31' (sm.) · Bakkal 63' · te Vrede 67' |     |              |

| De Kuip, Rotterdam |

| 31. oktober 2013 18:45 |

| SC Heerenveen (1) | 1–0 | VVV-Venlo (2) |
| ----------------- | --- | ------------- |
| Zomer 22'         |     |               |

| Abe Lenstra Stadion, Heerenveen |

| 31. oktober 2013 20:45 |

| Excelsior (2) | 1–0 | Go Ahead Eagles (1) |
| ------------- | --- | ------------------- |
| Kalisse 90'   |     |                     |

| Stadion Woudestein, Rotterdam |

### Fjerde runde
Disse kampe blev spillet mellem den 17. og 19. december 2013
| 17. december 2013 20:00 |

| Excelsior (2) | 1–4 | PEC Zwolle (1)                              |
| ------------- | --- | ------------------------------------------- |
| Veldwijk 78'  |     | Benson 8', 10' · Hiwat 76' · Achenteh 83' · |

| Stadion Woudestein, Rotterdam Tilskuere: 2,467 Dommer: Ed Janssen |

| 18. december 2013 16:45 |

| SC Cambuur (1) | 0–2 | FC Utrecht (1)                       |
| -------------- | --- | ------------------------------------ |
|                |     | Nienhuis 13' (sm.) · De Ridder 73' · |

| Cambuur Stadion, Leeuwarden Dommer: Richard Liesveld |

| 18. december 2013 18:45 |

| AZ (1)                 | 2–2 | SC Heerenveen (1)          |
| ---------------------- | --- | -------------------------- |
| Jóhannsson 19', 105+1' |     | Ziyech 9', 120+3' (str.) · |

| AFAS Stadion, Alkmaar Tilskuere: 11,121 Dommer: Danny Makkelie |

|                                                            |       | Straffesparkskonkurrence                                          |  |
| Jóhannsson Ortiz Beerens Gorter Gudelj Berghuis Gouweleeuw | 6 - 5 | De Roon Finnbogason Ziyech Van Anholt Basacikoglu Zomer Wildschut |  |

| 18. december 2013 19:45 |

| Roda JC Kerkrade (1)             | 3–1 | Vitesse (1)       |
| -------------------------------- | --- | ----------------- |
| Hupperts 66', 90+4' · Höcher 83' |     | Van Aanholt 76' · |

| Parkstad Limburg Stadion, Kerkrade Tilskuere: 6,788 Dommer: Kevin Blom |

| 18. december 2013 20:00 |

| JVC Cuijk (3)                | 2–1 | MVV Maastricht (2) |
| ---------------------------- | --- | ------------------ |
| Ben Ahmed 20' · Van Veen 43' |     | Schaap 53' (sm.) · |

| Sportpark De Groenendijkse, Cuijk Tilskuere: 3,500 Dommer: Jeroen Manschot |

| 18. december 2013 20:45 |

| Heracles Almelo (1) | 1–1 | Feyenoord (1) |
| ------------------- | --- | ------------- |
| Linssen 27'         |     | Pellè 12' ·   |

| Polman Stadion, Almelo Tilskuere: 6.012 Dommer: Bas Nijhuis |

|                                                 |       | Straffesparkskonkurrence                       |  |
| Quansah Uth Bruns te Wierik Pasveer B. Rienstra | 6 - 5 | Pellè Vormer Goossens Mathijsen Janmaat Clasie |  |

| 19. december 2013 18:45 |

| FC Groningen (1) | 0–1 | NEC (1)     |
| ---------------- | --- | ----------- |
|                  |     | Rieks 45' · |

| Euroborg, Groningen |

| 19. december 2013 20:45 |

| IJsselmeervogels (3) | 0–3 | Ajax (1)                      |
| -------------------- | --- | ----------------------------- |
|                      |     | Fischer 4', 63' · Hoesen 9' · |

| Sportpark De Westmaat, Bunschoten-Spakenburg |

### Kvartfinaler
Disse kampe blev spillet den 21. og 22. januar 2014.
| 21. januar 2014 20:45 |

| Roda JC Kerkrade (1) | 0–2 | AZ (1)                               |
| -------------------- | --- | ------------------------------------ |
|                      |     | Biemans 32' (sm.) · Jóhannsson 59' · |

| Parkstad Limburg Stadion, Kerkrade Dommer: Serdar Gözübüyük |

| 22. januar 2014 18:45 |

| PEC Zwolle (1)                                                               | 5–1 | JVC Cuijk (3)  |
| ---------------------------------------------------------------------------- | --- | -------------- |
| van Hintum 3' · van der Werff 16' · van Gerwen 19' (sm.) · Mahmudov 60', 78' |     | van Veen 70' · |

| IJsseldelta Stadion, Zwolle |

| 22. januar 2014 19:45 |

| NEC (1)    | 1–0 | FC Utrecht (1) |
| ---------- | --- | -------------- |
| Vermijl 8' |     |                |

| Stadion de Goffert, Nijmegen |

| 22. januar 2014 20:45 |

| Ajax (1)                               | 3–1 | Feyenoord (1) |
| -------------------------------------- | --- | ------------- |
| Fischer 34' · Bojan 68' · Serero 90+2' |     | Boëtius 7' ·  |

| Amsterdam Arena, Amsterdam |

### Semi-finaler
| 27. marts 2014 20:45 |

| PEC Zwolle (1)             | 2–1 | NEC (1)      |
| -------------------------- | --- | ------------ |
| Drost 29' · Karagounis 81' |     | Conboy 39' · |

| IJsseldelta Stadion, Zwolle Tilskuere: 10.800 Dommer: Danny Makkelie |

| 27. marts 2014 20:45 |

| AZ (1) | 0–1 | Ajax (1)     |
| ------ | --- | ------------ |
|        |     | Schöne 48' · |

| AFAS Stadion, Alkmaar Tilskuere: 16.321 Dommer: Pol van Boekel |

### Finale
| 20. april 2014 18:00 |

| PEC Zwolle (1)                                      | 5-1 | Ajax (1)       |
| --------------------------------------------------- | --- | -------------- |
| Thomas 7', 11' · Fernandez 20', 33' · van Polen 50' |     | van Rhijn 3' · |

| De Kuip, Rotterdam Tilskuere: 42.500 |